# 永劫回帰
永劫回帰（えいごうかいき、ドイツ語: Ewig Wiederkehren）とは、フリードリヒ・ニーチェの思想で、経験が一回限り繰り返されるという世界観ではなく、超人的な意思によってある瞬間とまったく同じ瞬間を次々に、永劫的に繰り返すことを確立するという思想である。ニーチェは『この人を見よ』で、永劫回帰を「およそ到達しうる最高の肯定の形式」と述べている。永遠回帰とも言われる。

## 概要
ニーチェの後期思想の根幹をなす思想であり、『ツァラトゥストラはこう語った』においてはじめて提唱された。
ニーチェは、キリスト教が目標とするような彼岸的な世界を否定し、ただこの世界のみを考え、そしてこの世界を生成の世界と捉えた。永劫回帰とは、この世界は、全てのもの(大いなるものも卑小なものも)が、まったく同じように永遠にくり返されるとする考え方である。キリスト教的な時間解釈では、この世の時間と物事には始まり(天地創造)があり、終わり (神の国の到来)があって、歴史はこの終点を目的として進行する。だが永劫回帰する世界には、それ以外の世界はなく、そこには始まりもなく終わりもない。彼岸的な神、神の国、この世ではない理想の世界などを考える思想にとっては、それらが人生の目的となり、そうした目的との関連で人生の様々な物事は意味を与えられる。しかし、永劫回帰においては、到達すべきものとしてのいかなる究極目的もないので、その限りにおいては、いかなる世界内の物事も意味、価値がない。ニーチェは、こうした一切の彼岸的なものと世界内の物事の価値の否定を伴う永劫回帰思想を『カへの意志』において「ニヒリズムの極限形式」であると述べた。
しかしニーチェは、永劫回帰を引き受ける意志こそが最高の「力への意志」であると考えた。すなわち、永劫回帰においては一切の物事は永遠にわたって回帰し戻ってくるのだから、根本的には何物も失われずに、存在する。ゆえに、永劫回帰を引き受けることは、ニヒリズムの極限であると同時に、自己を含む一切のものの肯定、しかも無数にくり返される肯定であるというのである。
ニーチェ自身は永劫回帰の思想をほのめかすだけにとどまっている。
ニーチェは『権力への意志』で、物理学のエネルギー保存の法則をその根拠のひとつとしている。

永劫回帰について西部邁（評論家）はこう述べている。

## 哲学史における意義
ニーチェは永劫回帰を直感的、文学的に語っているために、その体系的な意味合いは不明瞭である。
ただ、宗教的な意味合いにおいては、永劫回帰はキリスト教的な来世や東洋的な前世の否定であり、哲学史的な意味合いにおいては、弁証法の否定と解釈できる。ニーチェは永劫回帰を説き、弁証法を否定することによって、近代化そのもの、社会はよりよくなってゆくものだという西洋的な進歩史観そのものを覆そうとしたのである。弁証法は、近代哲学の完成者といわれるヘーゲルの基本概念であり、これを否定することは文字通り、近代哲学を覆そうとする試みであった。ニーチェの永劫回帰の思想は、ポスト・モダンの近代批判に大きな影響を与えることになる。
すべての善悪、優劣は人間の主観的な思い込みに過ぎず、絶対的な善悪だけでなく、相対的な善悪も否定する、価値相対主義の極限という点では、ブッダの諸行無常・諸法無我、荘子の万物斉同論に近い。絶対正義を語るキリスト教の強い西洋思想というよりも、東洋思想によく見られる発想である。が、仏教については諦観だとしてニーチェは否認しているので、永劫回帰はもっと能動的である。すべてのものは平等に無価値であり、終わりも始まりもない永劫回帰という究極のニヒリズムから、運命愛にいたり、無から新価値を創造、確立する強い意志を持った者をニーチェは超人と呼んでいる。しがらみも伝統も秩序もまったくの無であるということは、そこからあらゆる新価値、新秩序が構成可能だということである。

## 永劫回帰批判
カール・マルクスの発展段階史観や、『歴史の終わり』を書いたフランシス・フクヤマなど、社会進化論的思想においては、歴史が不可逆な方向性を持っているとする。
また、ニーチェの能動的ニヒリズムは、ナチスにヴェルサイユ体制打破という政治的目的に利用され、結果的にヨーロッパに破滅的な戦災を与えた。戦後、新左翼の若者たちの間でも流行し、暴力行為を煽った。絶対的な善悪だけでなく、相対的な善悪すら存在しないと言うことは、あらゆる蛮行や凶行もすべて許されてしまうと言う危険思想に容易に直結する。その政治的に利用されやすい危険性と反省から、哲学者の永井均はその敗北の完璧さにおける思想的な意義を賛美しつつも、「ニーチェは思想家としては敗北した。マルクスには復活の可能性があるが、もはやニーチェにはない」と指摘している。フランシス・フクヤマも、「ユダヤ的対等願望（奴隷道徳）は、ゲルマン的優越願望（貴族道徳）に勝利した」と指摘し、歴史はソ連崩壊で終わったとした。
永井均は、永劫回帰を思想と言うよりも、ある日突然ニーチェを襲った体験である点を強調している。
自然科学的観点に立てば、1.世界はエントロピー増大の法則により常に拡散・多様化していくので類似の状況が再現されてもまったく同じ状況が再現されることはないという熱力学的見解や、2.有限の系に無限の時間を与えても繰り返しが起こるとは限らないことを発見したカオス理論、あるいは、3.本質的に不確定性を内包する量子論など、特に物理学によって永劫回帰を否定することが可能である。